# Чосудовский, Мишель
Мишель Чосудовский (англ. Michel Chossudovsky) — канадский экономист и конспиролог. Окончил университет в Манчестере и получил степень PhD в университете Северной Каролины, США. Работает профессором экономики в университете Оттавы. Занимался продвижением теорий заговора о терактах 11 сентября 2001 года.

## Биография
Мишель Чосудовский родился в 1946 в семье учёного-экономиста и дипломата ООН Евгения Чосудовского (1914—2006). Родные по линии отца были зажиточными купцами еврейского исповедания и были вынуждены эмигрировать из России в 1921 году в результате Гражданской войны. Мать Мишеля — Рейчел Саливан — происходила из протестантской семьи из Северной Ирландии. Всё имущество родителей в Советской России было конфисковано, но отец сохранил «патриотические связи» с СССР, за что позже получил советский паспорт. СССР был заинтересован иметь своего человека в Европейской Экономической Комиссии ООН.
Чосудовский является бывшим директором канадской ассоциации латиноамериканских и карибских исследований. Он является членом исследовательских организаций, таких как Committee on Monetary and Economic Reform, Geopolitical Drug Watch и International People's Health Council.
В 2001 году основал Центр исследования глобализации (Centre for Research on Globalisation), является его директором и редактором
В 2005 году была опубликована книга Чосудовского Американская «война с терроризмом» (America’s «War on Terrorism»). Согласно изданию The New York Times — это теория заговора, утверждающая, что террористические акты 11 сентября 2001 года были предлогом для американского вторжения на Ближний Восток, и что Усама бен Ладен как символ угрозы был создан Соединёнными Штатами.. Книга была найдена на полке в укрытии Усамы бен Ладена в Пакистане. По мнению информационной компании Vox в книге изложена теория, что террористические акты 11 сентября 2001 года были результатом заговора правительства Соединённых Штатов, чтобы начать войну в Ираке и установить новый мировой порядок для продвижения интересов больших корпораций, а Усама бен Ладен был пешкой в игре ЦРУ.
Статью Juliet Oniell о Чосудовском печатала Ottawa Citizen.
Статьи Чосудовского печатались во французском журнале Le Monde diplomatique. Он часто цитировался или появлялся на канале RT (ранее известном как Russia Today), а также в сообщениях новостного агентства Sputnik.. Центр исследования глобализации регулярно публикует материалы обоих этих информационных агентств. Интервью с Чосудовским использовано в документальном фильме Тяжесть цепей, который частично спонсировался Центром исследования глобализации.
Он также является автором статьи о Всемирном банке в «Encyclopaedia Britannica». Его публикации переведены более чем на двадцать языков.
На сайте GlobalResearch.ca, которым управляет Чосудовский, размещались материалы с отрицанием Холокоста.

## Интервью
- Аудио интервью: (French Connection Audio Archive Архивная копия от 17 марта 2017 на Wayback Machine)

## Лекции / презентации
- War and Globalization (Google Video)